# Омурбеков, Азатбек Асанбекович
Азатбек Асанбе́кович Омурбе́ков (род. 17 сентября 1983, Нукус, Каракалпакская АССР, Узбекская ССР, СССР) — российский военачальник, предположительный военный преступник, гвардии генерал-майор 
Возглавляет 64-ю отдельную гвардейскую мотострелковый бригаду — подразделение, подозреваемое в совершении резни в Буче. Подозревается в участии в массовых убийствах. В средствах массовой информации упоминается под прозвищем «Мясник Бучи» (The butcher of Bucha).
За участие в резне в Буче, в ходе вторжения России на Украину, находится под международными санкциями всех стран Евросоюза, США, Великобритании и ряда других стран.

## Биография
Родился 17 сентября 1983 года в городе Нукус Каракалпакской АССР Узбекской ССР. В 2000 году окончил лицей № 2 в городе Купино Новосибирской области. Окончил Челябинский танковый институт.
В ноябре 2021 года он получил благословение от Русской православной церкви.
Омурбеков стал известен широкой публике после того, как украинский веб-сайт гражданской журналистики InformNapalm разыскал офицера и обнародовал большую часть сведений о нём. По данным InformNapalm, Омурбеков — 40-летний подполковник, который командовал российскими войсками во время боёв за Бучу. Несколько сослуживцев Омурбекова подтвердили журналистам его приказы. Так один из сослуживцев заявил что командир бригады Азатбек Омурбеков приказал стрелять по нескольким машинам с гражданскими лицами, а также убивать «всех, у кого телефоны найдете».
Согласно расследованию интернет-издания «Важные истории», Азатбек Омурбеков силой вынуждал идти в бой так называемых «отказников» — солдат, не желающих воевать, угрожал им расстрелом, а также передавал командованию ложную информацию о несуществующих успехах своей бригады. По данным журналистов, Омурбеков просил сообщать, что «уничтожен не один танк, а три; нет, пять», другой сослуживец сообщал, что «Омурбеков докладывал, что всё, деревня взята. А к этой деревне ни одна машина не подходила».
Президент Украины Владимир Зеленский посетил Бучу 4 апреля 2022 года. Затем он рассказал о военных преступлениях, совершённых российскими войсками, что убивали безоружных мирных жителей и насиловали женщин и детей войска под командованием Омурбекова. После того как российские войска покинули город, в нём были обнаружены братские могилы.
Закрытым указом Президента Российской Федерации в 2022 году «за мужество и героизм, проявленные при исполнении воинского долга» присвоено звание Героя Российской Федерации.
С 2023 года — начальник Окружного учебного центра подготовки младших специалистов Восточного военного округа.

## Санкции
21 апреля 2022 года, на фоне вторжения России на Украину, внесён в санкционный список Великобритании так как «непосредственно командовал, либо имел существенное влияние на действия военных, причастных к убийству мирных жителей в киевском пригороде Буча во время российского вторжения в Украину».
6 мая 2022 года, внесён в санкционный список Канады за «соучастие в выборе президента Путина вторгнуться в мирную и суверенную страну».
3 июня 2022 года внесён в санкционные списки всех стран Евросоюза «за зверства, которые представляют собой преступления против человечности и военные преступления. Он руководил действиями своей воинской части и получил прозвище „мясник Бучи“ в связи с его прямой ответственностью за убийства, изнасилования и пытки в Буче».
21 ноября 2023 года попал под санкции США за причастность к «грубым нарушениям прав человека, а именно к убийствам безоружных украинских мирных жителей в Андреевке». Власти страны отмечают что Омурбеков командовал бригадой в Буче, «где, как установил Госдепартамент, они убивали, избивали, расчленяли, сжигали мирных жителей».
Также, по аналогичным основаниям, находится под санкциями Швейцарии, Японии, Украины, Австралии и Новой Зеландии.

## Семья
Cупруга Омурбекова Екатерина Владимировна 1984 г. р., двое детей: сын Артур 2008 г.р. и сын Артём 2010 г. р.